# Південний парк: Більший, довший і необрізаний
Південний парк: Більший, довший і необрізаний — мультфільм 1999 року.

## Сюжет
У кінопрокаті Південного Парку з'являється художній фільм для дорослих «Полум'яні дупи». Стен, Кайл, Кенні та Картман хитрістю проникають на перегляд та знайомляться з жахливими лайками, які вибризкують знатні канадські сортирні гумористи — Теренс і Філіп. Після закінчення перегляду діти несуть культуру в маси — криють геть усе на світі. Уряд США, обурений аморальністю канадської кінопродукції, бере Терренса і Філіпа під арешт і має намір стратити їх на електричному стільці. А в цей час перебуває в глибинах Пекла Саддам Хуссейн разом зі своїм дружком Сатаною готуються вийти на поверхню і захопити Землю назавжди.